# Llei de transitorietat jurídica i fundacional de la República
La Llei de transitorietat jurídica i fundacional de la República, també coneguda com a Llei de règim jurídic català, és la denominació d'una llei que va tenir per objectiu garantir la seguretat jurídica, així com la successió ordenada de les administracions i la continuïtat dels serveis públics, durant el frustrat procés de transició de Catalunya cap a un estat independent del 2017. La seva aprovació va ser polèmica, i els diputats de l'oposició es van absentar de la votació com a mesura de protesta.
L'article 1 del text estableix que «Catalunya es constitueix en una República de dret, democràtica i social».
L'esborrany del document es va fer públic el 29 de desembre de 2016 i es va presentar i registrar al Parlament de Catalunya el 28 d'agost de 2017. La llei es va aprovar el 8 setembre de 2017 al Parlament de Catalunya i seria d'aplicació en cas que l'opció del «Sí» a la independència guanyés en el referèndum sobre la independència de Catalunya de l'1 d'octubre de 2017. El 12 de setembre de 2017 el Tribunal Constitucional, en la nota informativa 63/2017 notificà la nul·litat d'aquesta llei.

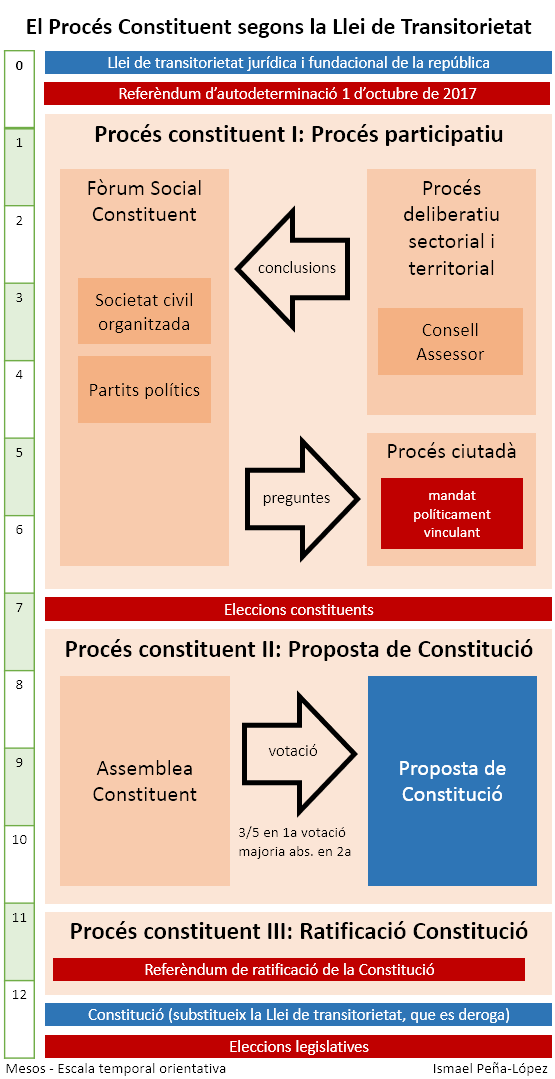
Esquema dels procediments relatius al procés constituent segons el que descriu la Llei de transitorietat jurídica i fundacional de la República

## Estructura
La llei està formada per un prèambul i nou epígrafs:
- Títol I: Disposicions generals, territori i nacionalitat
- Títol II: Successió d'ordenaments i d'administracions
- Títol III: Drets i deures
- Títol IV: Sistema institucional
- Títol V: Poder judicial i administració de justícia
- Títol VI: Finances
- Títol VII: Procés constituent
- Disposicions finals